# Ana Padrão

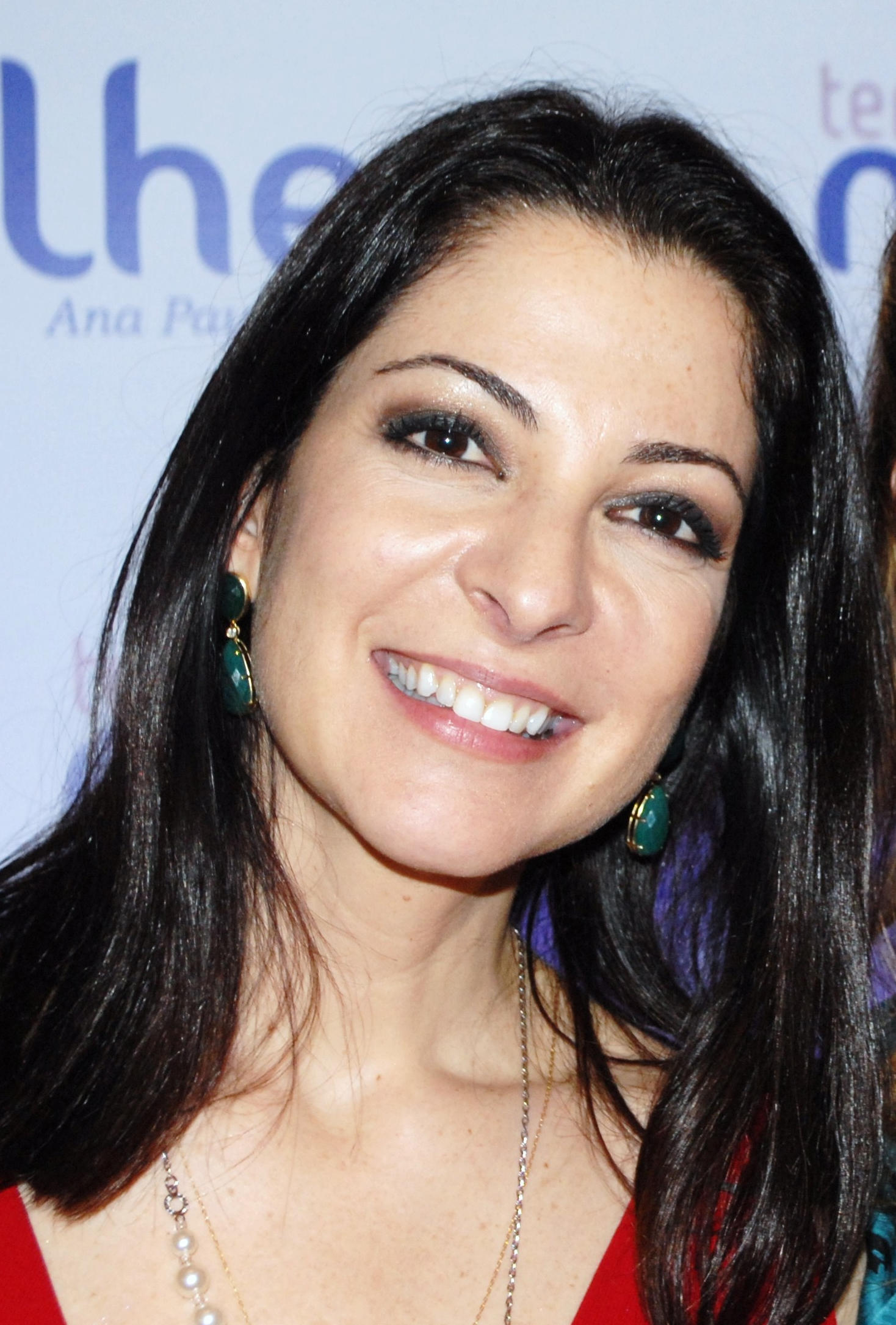
Ana Padrão

Ana Paula Lopes Padrão (* 4. Juli 1967 in Lissabon) ist eine portugiesische Schauspielerin.

## Leben
Ihr Vater nahm die Familie als Militär mit zu seinem Kolonialkriegs-Einsatz in Angola, als sie wenige Monate alt war. Mit 6 Jahren kehrte sie nach Portugal zurück. Nach der Schule begann sie sowohl eine Schauspielausbildung am Nationalkonservatorium, als auch ein Anthropologie-Studium an der Universidade Nova in Lissabon, welches sie abbrach. 1988 schloss sie die Schauspielausbildung ab, in der sie das einzige Mal Theater spielte: Brechts Mutter Courage und ihre Kinder, 1987 am Teatro Nacional D. Maria II, inszeniert von João Lourenço und vom Fernsehen gesendet. Nach eigener Aussage bedauerte sie es, im Anschluss sofort eine Reihe von Filmangeboten bekommen zu haben, ohne vorher mehr Erfahrungen am Theater gemacht zu haben. Ihr attraktives Äußeres und ihre Vielsprachigkeit machten sie für den Film besonders interessant, so dass Fernsehserien und eine Reihe Kinofilme portugiesischer und europäischer Produktion folgten. Sie gehört inzwischen, nach zahlreichen Hauptrollen, zu den bekanntesten Schauspielerinnen des Portugiesischen Films.

## Rezeption
Sie fiel der Kritik durch überzeugendes Schauspiel und Facettenreichtum auf. Insbesondere im Rollenmuster der Femme fatale oder der gegen Schicksalsschläge ankämpfenden Frau wurde sie bekannt, zunehmend jedoch in Telenovelas. Ihre weniger publikumswirksamen Rollen, auch in internationalen Produktionen, blieben naturgemäß in der öffentlichen Wahrnehmung dahinter zurück. Daher ist sie heute dem breiten Publikum in Portugal vor allem für ihre Mitwirkungen in Publikumsfilmen und Fernsehserien bekannt, auch wenn sie weniger häufig in der Boulevardpresse präsent ist, als ähnlich bekannte Schauspielkolleginnen.

## Filmografie
- 1987: Mãe Coragem e os Seus Filhos (Fernsehfilm); R: João Lourenço
- 1987: Der unwiderstehliche Charme des Geldes (Association de malfaiteurs); R: Claude Zidi
- 1988: Histórias Que o Diabo Gosta (Fernsehserie)
- 1988: Passerelle (Fernsehserie)
- 1988: A Mala de Cartão (Fernsehserie)
- 1988: Ceia de Natal (Fernsehfilm); R: Ferrão Katzenstein
- 1989: Mar à Vista; R: José Nascimento
- 1990: Claxon (Fernsehserie)
- 1990: A Ilha; R: Joaquim Leitão
- 1990: 1871; R: Ken McMullen
- 1991: Jolly Joker (Fernsehserie, Folge „Der Schatz von Lissabon“)
- 1991: My Daughter´s Keepers (alt. Titel: Psycho Nanny, dt. Titel: „Im Namen des Wahnsinns“); R:  Heinrich Dahms
- 1991: Napoléon et l'Europe (Fernsehserie)
- 1992: Aqui D´El Rey!; R: António-Pedro Vasconcelos (Sprechrolle)
- 1992: Le jour du serpent (Fernsehfilm); R: Gilles Béhat
- 1993: L'éternel mari (Fernsehfilm); R: Denys Granier-Deferre
- 1993: Deux justiciers dans la ville (Fernsehserie)
- 1993: Coitado do Jorge; R: Jorge Silva Melo
- 1993: Conto de Natal (Fernsehfilm); R: Maurício Farias, Álvaro Fugulin
- 1993: Fluchtpunkt (O Fio do Horizonte); R: Fernando Lopes
- 1993: Renseignements généraux (Fernsehserie)
- 1994: Det bli'r i familien; R: Susanne Bier
- 1994: Fado majeur et mineur; R: Raúl Ruiz
- 1995: Die göttliche Komödie („A Comédia de Deus“); R: João César Monteiro
- 1996: Cinco Dias, Cinco Noites; R: José Fonseca e Costa
- 1996: Camilo & Filho Lda. (Fernsehserie)
- 1997: Um malade en or (Fernsehfilm); R: Sylvain Madigan
- 1998: Mes enfants étrangers (Fernsehfilm); R: Olivier Langlois
- 1998: A Tempestade da Terra; R: Fernando d´Almeida e Silva
- 1998: Ballet Rose - Vidas Proibidas (Fernsehserie)
- 1998–1999: Médico de Família (Fernsehserie)
- 1999–2000: Todo o Tempo do Mundo (Fernsehserie)
- 1999–2002: Residencial Tejo (Fernsehserie)
- 2000: Amo-te, Teresa (Fernsehfilm); R: Cristina Boavida, Ricardo Espírito Santo
- 2000: O Segredo; R: Leandro Ferreira
- 2000: Crianças SOS (Fernsehserie)
- 2002: La balsa de piedra; R: George Sluizer
- 2002: Um Estranho em Casa (Fernsehserie)
- 2002: Gente Feliz com Lágrimas (Fernsehserie)
- 2003: Beijo (Kurzfilm); R: Ana Margarida Cunha
- 2003: O Jogo (Fernsehserie)
- 2003: Os Imortais; R: António-Pedro Vasconcelos
- 2004: O Milagre segundo Salomé; R: Mário Barroso
- 2004: Inspector Max (Fernsehserie)
- 2004–2005: Mistura Fina (Fernsehserie)
- 2004–2005: Só Gosto De Ti (Fernsehserie)
- 2005: Diário de Sofia (Fernsehserie)
- 2005: Love Online (Fernsehfilm); R: Mário Barroso
- 2006–2007: Jura (Fernsehserie)
- 2007: The Lovebirds; R: Bruno de Almeida
- 2007: Vingança (Fernsehserie)
- 2007: Call Girl; R: António-Pedro Vasconcelos
- 2007–2008: Resistirei (Fernsehserie)
- 2008: Podia Acabar o Mundo (Fernsehserie)
- 2008: Um Amor de Perdição; R: Mário Barroso
- 2008: Amália; R: Carlos Coelho da Silva
- 2008: Velocidade de Sedimentação (Kurzfilm); R: António Escudeiro
- 2009: A Outra (Kurzfilm); R: Claudia Clemente
- 2009: Second Life; R: Miguel Gaudêncio, Alexandre Valente
- 2009: Pai à Força (Fernsehserie)
- 2009: A Vida Privada de Salazar (Fernseh-Mehrteiler)
- 2009: Quando o Anjo e o Diabo Colaboram (Kurzfilm); R: Paulo Soares
- 2009: A Esperança Está Onde Menos Se Espera; R: Joaquim Leitão
- 2009: Os Sorrisos do Destino; R: Fernando Lopes
- 2009: Uma Aventura na Casa Assombrada; R: Carlos Coelho da Silva
- 2010: Um Noivado do Dafundo (Theateraufzeichnung für das Fernsehen)
- 2010: Gigola; R: Laure Charpentier
- 2011: Dois Tempos (Kurzfilm); R: Miguel Correia, Daniel Sousa
- 2011: Lá em Baixo (Kurzfilm); R: Miguel Cravo, Vasco Rosa
- 2011: A Família Mata (Fernsehserie)
- 2010–2011: Espírito Indomável (Fernsehserie)
- 2011: Laços de Sangue (Telenovela)
- 2011–2012: Rosa Fogo (Telenovela)
- 2012: Anita Garibaldi (Fernsehserie); R: Claudio Bonivento
- 2012: Operação Outono; R: Bruno de Almeida
- 2012: Depois do Adeus (Fernsehserie)
- 2012: Dancin' Days (Telenovela)
- 2012: Photo; R: Carlos Saboga
- 2012: The Lecture (Kurzfilm); R: Bruno de Almeida
- 2012: Xico + Xana (Kurzfilm); R: Francisco Morgado
- 2012: A Casa Azul (Kurzfilm, Doku.); R: Claudia Clemente
- 2013: Lura; R: Luís Brás
- 2013–2014: Sol de Inverno (Telenovela)
- 2014: Bella Block: Für immer und immer; R: Christian von Castelberg
- 2015: A Uma Hora Incerta; R: Carlos Saboga
- 2015: Jogo de Damas; R: Patrícia Sequeira
- 2015: Corrimão (Kurzfilm); R: Carlos Barros Carvalho
- 2015–2016: Coração d'Ouro (Telenovela)
- 2016: Campo de Víboras (Kurzfilm); R: Cristèle Alves Meira
- 2016–2017: Amor Maior (Telenovela)
- 2018: Cabaret Maxime; Regie: Bruno de Almeida
- 2018–2019: Três Mulheres (Fernsehserie)
- 2018–2019: Vidas Opostas (Telenovela)
- 2019: Linhas Tortas; Regie: Rita Nunes
- 2020: Ordem Moral; Regie: Mário Barroso (2021 auch Fernseh-Mehrteiler)
- 2020: The Dark Tower, Regie: Stephen Hopkins
- 2021: Prisão Domiciliária (Fernsehserie)
- 2021: Bem Bom; R: Patrícia Sequeira (2021 als Doce auch Fernseh-Mehrteiler)
- 2021–2022: Capitães do Açúcar (Fernsehserie)
- 2022: Quatro Mulheres ao Pé da Água (Fernsehfilm); R: Claudia Clemente
- 2022: Gli anni belli; R: Lorenzo d’Amico de Carvalho
- 2022: A Raínha e a Bastarda (Fernseh-Mehrteiler)
- 2022: Alma Viva; R: Cristèle Alves Meira